# Тлакотепек (Морелос)
Тлакотепек (исп. Tlacotepec) — посёлок в муниципалитете Сакуальпан мексиканского штата Морелос. Численность населения, по данным переписи 2010 года, составила 5087 человек.

## Общие сведения
Название Tlacotepec происходит из языка науатль и его можно перевести как: гора в прутьях.

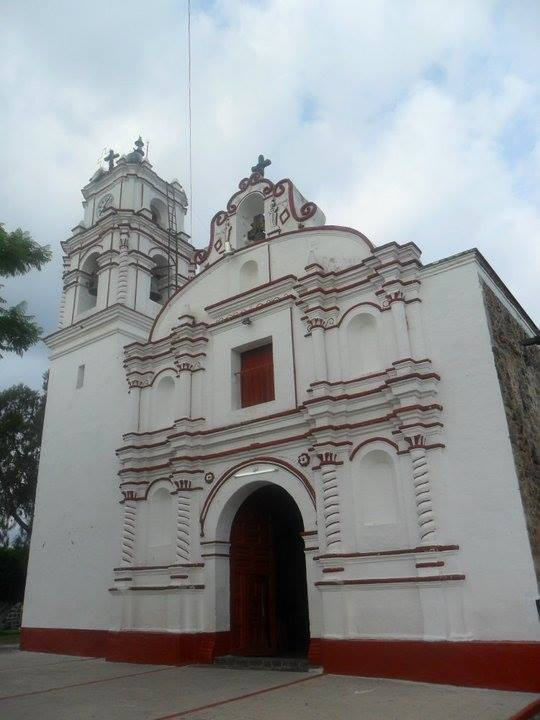
Церковь Пресвятой Богородицы